# Bathyepsilonema adenophorum
Bathyepsilonema adenophorum är en rundmaskart som beskrevs av Steiner 1931. Bathyepsilonema adenophorum ingår i släktet Bathyepsilonema och familjen Epsilonematidae. Inga underarter finns listade i Catalogue of Life.